# Килмор
Килмор (англ. Kilmore; ирл. An Chill Mhór, «большая церковь», из-за постройки рядом с кельей Фелима) — деревня в Ирландии, находится в графстве Уэксфорд (провинция Ленстер).